# 崔瓚 (成化進士)
崔瓒（1438年—？），字宗器，直隶保定府易州人，民籍，明朝政治人物。

## 生平
順天府鄉試第二十一名舉人。成化十七年（1481年）中式辛丑科會試第二百九十四名，三甲第一百七十六名進士，官至戶部員外郎。

## 家族
曾祖崔文昇；祖父崔秉真；父崔林；母田氏。具庆下。